# USS Missouri (BB-11)
Pour les autres navires du même nom, voir USS Missouri.
L’USS Missouri (BB-11) est un cuirassé de l'United States Navy de classe Maine construit à partir de 1900 par Newport News Shipbuilding en Virginie et mis en service en 1903. Il est nommé d'après l'état du Missouri. Sa quille est posée aux chantiers Newport News Shipbuilding de Virginie, le 7 février 1900. Le navire est lancé le 28 décembre 1901.

### Ouvrages et monographies
- (en) Mark Albertson, U.S.S. Connecticut : Constitution State Battleship, Mustang, Tate Publishing, 2007, 127 p. (ISBN 978-1-59886-739-8 et 1-59886-739-3, lire en ligne)
- (en) Conway's All the World's Fighting Ships: 1860–1905, London, Conway Maritime Press, 1979 (ISBN 978-0-85177-133-5)

### Articles
- (en) « Final Report of the Jamestown Ter-Centennial », Government Printing Office, Washington D.C.,‎ 1909 (OCLC 78289471)

### Ressources numériques
- (en) « USS Missouri (BB-11), 1903-1922 », sur Dictionary of American Naval Fighting Ships, département de la Marine, Naval History & Heritage Command (consulté le 15 juillet 2015).